# Райнхард фон Геминген (1532 – 1598)
Райнхард фон Геминген (на немски: Reinhard von Gemmingen; * 1532; † 27 юни 1598 в Трешклинген, днес част от Бад Рапенау) е благородник от стария алемански рицарски род Геминген в Крайхгау в Баден-Вюртемберг от линията „Б (Хорнберг) на фрайхерен фон Геминген“, господар на Трешклинген (днес част от Бад Рапенау), Рапенау и Волфскелен (днес в Ридщат) също „бургман“ на Опенхайм и Нирщайн.
Той е син на Еберхард фон Геминген-Бюрг (1500 – 1572) и първата му съпруга Барбара фон Волфскелен (1501 – 1545), дъщеря на Ханс фон Волфскелен († 1505) и Анна фон Геминген († 1504), дъщеря на Плайкард фон Геминген († 1515) и Анна Кемерер фон Вормс-Далберг (1458 – 1503). Баща му Еберхард фон Геминген се жени втори път 1546 г. за Хелена фон Шеленберг († 1577).
Той е възпитаван като паж и камерно момче при пфалцграф Волфганг фон Цвайбрюкен. Той управлява заедно с родителите си и братята му Еберхард (1527 – 1583) и Ханс Валтер († 1591) с техните съпруги. При подялбата на наследството през 1581/1582 г. Райнхард получава Трешклинген с Опенхайм, brat mu Еберхард получава Бюрг, брат му Ханс Валтер получава Престенек. С братята си той купува през 1575 г. господството Вайнфелден в Тургау, което остава до 1614 г. на фамилията. Братята построяват къща за бедни и създават училище. Техните наследници продават господството през 1614 г. на град Цюрих.
Той започва с престрояването на Трешклинген за резиденция, подновява 1582 г. църквата там. През 1588 г. той построява на мястото на стария замък нова каменна къща.
През 1592 г. той купува за 35 000 гулден от Йохан Филип фон Хелмщат (1545 – 1594) четири пети от Рапенау и започва строежа на водния дворец Рапенау, който е завършен от син му Еберхард.
Той е в ръководството на рицарския кантон Крайхгау. Райнхард и съпругата му са погребани в построената от него църква на Трешклинген, където още са запазени гробните им плочи и техния алоанц-герб.
Син му Райнхард „Учения“ (1576 – 1635) е издигнат на имперски фрайхер и пише хроника на фамилията, купува замък Хорнберг, на който и днес съществуващият клон Б (Хорнберг) на фамилията се нарича.

## Фамилия
Райнхард фон Геминген се жени 1561 г. за Хелена фон Масенбах (* 17 април 1534, Гьопинген; † 2 декември 1601, Вимпфен), дъщеря на Вилхелм фон Масенбах (1509 – 1558) и Агата фон Шеленберг (1511 – 1588). Те имат осем деца, от които шест порастват: 
- Анна Мария (1565 – 1618), омъжена за Георг Зигмунд фон Розенберг
- Еберхард (* 16 юли 1567; † 1611), женен 1594 г. за Анна Кристина фон Роденщайн († 1611); имат осем деца
- Магдалена (* 2 юли 1569; † 12 август 1624, Хайлброн), омъжена на 16 ноември 1586 г. в Трешклинген за Филип Млади фон Найперг (* 1555, Швайгерн; † 21 януари 1595, Швайгерн)
- Амалия (1571 – 1641), омъжена за Ханс Филип фон Бетендорф цу Гауангелох
- Ханс Вилхелм (* 26 март 1573; † 19 септември 1615), женен I. на 2 февруари 1600 г. за Марта Цукмантелин фон Брумат (1582 – 1611), II. 1612 г. за Анастасия фон Дегенфелд; има две дъщери
- Райнхард „Учения“ (* 7 октомври 1576, Трешклинген ?; † 7 октомври 1635, замък Хорнберг), женен I. на 1 септември 1601 г. за Анастасия фон Хелмщат (* 1579; † 13 декември 1614, Опенхайм), II. 1616 г. за Регина Блик фон Ротенбург (1597 – 1620), III. 1624 г. за Розина Мария фон Хелмщат († 1645); има 15 деца [4]